# Foyer d'accueil médicalisé
Pour les articles homonymes, voir FAM.

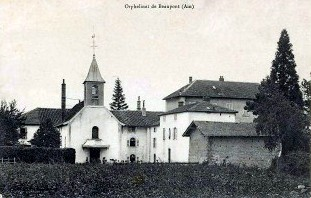
L'ancien orphelinat Saint-Joseph à Beaupont (Ain) a été aménagé en Foyer d'accueil médicalisé en 2002 (photo de 1900).

Un Foyer d'accueil médicalisé ou FAM est un établissement médico-social français. Il peut accueillir, des personnes handicapées et polyhandicapées adultes considérées comme inaptes à toute activité professionnelle et qui ont besoin de l'assistance d'une tierce personne pour les actes essentiels ou d'un soutien et suivi médical régulier.
Certains de ces établissements peuvent également être aménagés afin de permettre l'accueil et l'hébergement des personnes handicapées vieillissantes.

## Définition
En général, les personnes accueillies en FAM présentent un peu plus d'autonomie que les personnes accueillies dans les maisons d'accueil spécialisées (MAS).
Pour intégrer un FAM, une personne handicapée (ou sa famille) doit tout d'abord obtenir une orientation de la commission des droits et de l'autonomie des personnes handicapées (CDAPH) et si celle est acceptée, celle-ci peut s'adresser à la direction de l'établissement concerné.

## Fonctionnement

### Cadre juridique
La loi no 2002-2 du 2 janvier 2002 attribue aux anciens foyers à double tarification mis en place par la circulaire no 86-6 du 14 février 1986, une existence juridique en leur donnant le titre d'établissements médico-sociaux sous la nouvelle appellation de foyers d’accueil médicalisés (FAM).
Les foyers d'accueil médicalisé relève de la 7e catégorie d'établissements et services médico-sociaux énumérés à l'article L 312-1-I- du code de l'action sociale et des familles (CASF). Ces structures ne sont pas des établissements de soins. Ils ne sont pas habilité à assurer une prise en charge médicale et des soins continus, jour et nuit et relèvent de la double compétence de l’Agence Régionale de Santé (ARS) pour le forfait soins, et du conseil départemental, pour ce qui concerne l’hébergement et l’accompagnement éducatif et social des personnes accueillies.

### Coût et financement

#### Nature du financement
Les FAM sont financées d'une part par l'assurance maladie pour les soins et le personnel médical, et d'autre part par les conseils départementaux pour l'hébergement et l'animation. C'est la raison pour laquelle les FAM étaient également appelés "foyer à double tarification".

#### Tarification actuelle
En 2022, le coût annuel d'une personne hébergée est évalué à 56 000 €, soit un prix de journée de 153 €, un montant situé entre le tarif d'une maison d'accueil spécialisé (MAS) estimé à 230 € et le tarif d'un foyer de vie, estimé à 131 € sachant que les personnes handicapées participent au frais de prise en charge en prélevant une part (généralement 70%) de leur allocation adulte handicapé, au titre de la prise en charge hôtelière de leur hébergement. À titre de comparaison, le coût journalier d'une hospitalisation psychiatrique était en 2021, proposé à 673 € par jour par le GHU de Paris.

#### Réforme de la tarification
Une réforme de la tarification dénommée SERAFIN-PH (« Services et Etablissements : Réforme pour une Adéquation des FINancements au parcours des Personnes Handicapées ») est prévue pour être déployée dès l'année 2025. Selon la CNSA, cette nouvelle tarification devrait « rendre les parcours de vie des personnes handicapées plus faciles et plus personnalisés » et le gouvernement promet des « modalités plus lisibles et plus équitables ». Cette réforme concerne l'ensemble des établissements médico-sociaux dont les FAM, MAS, ESAT et les foyers d'hébergement mais n'inclut pas les Services d'aide et d'accompagnement à domicile (S.A.A.D.).

### Missions
Selon un site associatif, les principales missions d'un FAM sont de « maintenir les acquis domestiques et sociaux du résident, en l'accompagnant vers une meilleure autonomie et dans tous l'usage actes de la vie ainsi que d'assurer un hébergement de qualité ». Un autre site associatif évoque aussi le fait de « favoriser les projets de réadaptation sociale et d'assurer des soins nécessaires à la santé physique et psychique ».

### Droits des résidents
La question du respect des droits des résidents de FAM est particulièrement sensible dans la mesure où cet établissement constitue un lieu de vie au long cours, le séjour pouvant durer quarante années (de 20 ans à 60 ans). C’est pourquoi ces résidents bénéficient des mêmes dispositifs de protection que les publics des autres catégories d’ESSMS avec, en sus, des dispositions spécifiques qui résultent d’un décret analogue à des conditions techniques minimales d’organisation et de fonctionnement au sens de l’article L. 312-1, II du Code de l’action sociale et des familles.

### Type d'établissement

#### Foyers d'accueil médicalisés pour adultes polyhandicapés

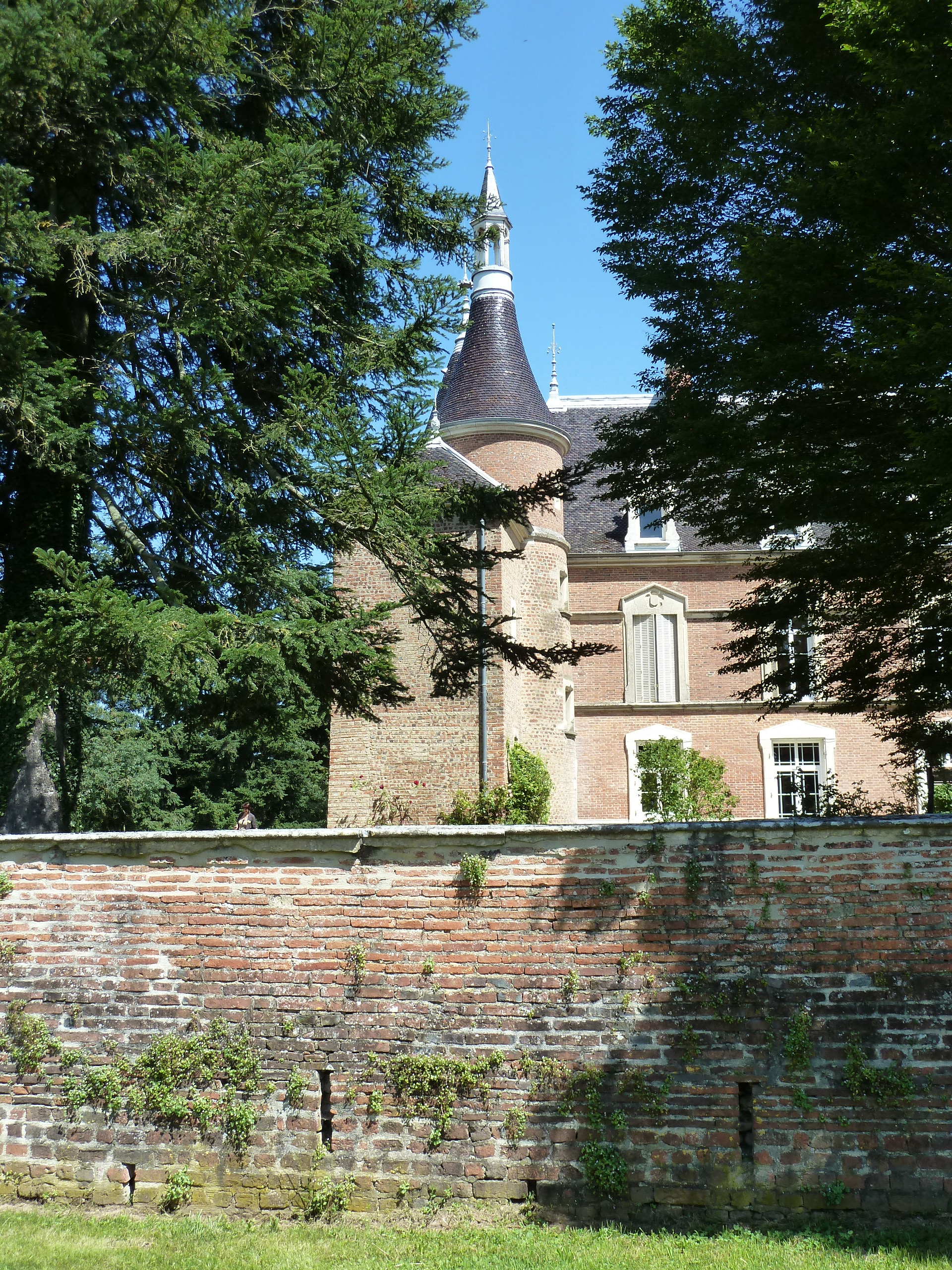
Le château de Romans, situé dans l'Ain, abrite le foyer d'accueil médicalisé de Romans pour adultes polyhandicapés.

Si l'ONU appelle à fermer les institutions, les associations de parents, comme le Groupe polyhandicap France, réclament, quant à elle la création de places pour étoffer l’offre qu’elles estiment insuffisante, particulièrement en ce qui concerne les personnes polyhandicapées.

#### Foyers d'accueil médicalisés pour adultes autistes
Rapports d'évaluation
Le Centre pour adultes avec autisme du Poitou (CAAP) de Vouneuil-sous-Biard (commune située près de Poitiers), qui a ouvert en 2005, a été cité comme le seul centre visant à insérer des adultes autistes avec des comportements dangereux pour eux-mêmes ou pour les autres dans une démarche d'autonomie.
En septembre 2007, l'association Autisme France a réalisé un rapport d'évaluation sur ce centre, mettant en avant l'importance de plusieurs critères élaborés par la commission Qualité-Autisme d'Autisme France, basés sur les thèmes de recommandations de bonnes pratiques (voir Haute Autorité de santé) :
- Mise en place d'évaluations individuelles permettant d'élaborer les axes et les objectifs d'interventions éducatives, par des professionnels de santé formés (psychologues, psychomotriciens, orthophonistes)[15]
- Élaboration de projets individuels, basés sur les spécificités liées à l'autisme, comportant des critères précis et concrets à court terme permettant de mesurer les progrès de chaque personne dans la réalisation de ces objectifs[15]
- Utilisation de méthodes de communication adaptées aux spécificités de l'autisme, tels que les outils de structuration de l'environnement et d'aide visuelle, qui doivent être adaptés à chacun afin d'améliorer les apprentissages et le fonctionnement au quotidien[15]
- Emploi des principes de l'analyse fonctionnelle (voir Analyse appliquée du comportement) afin d'élaborer une gestion des comportements problématiques par la prévention plutôt que par le contrôle, avec compréhension des facteurs déclenchants desdits comportements, et renforcement positif des bons comportements[15]
- Favoriser les repères et la prévisibilité par la mise en place de moyens concrets et efficaces d'information de repérage dans le temps (notamment repères visuels) adaptés au style cognitif de chaque usager[15]
- Apprentissage de moyens de communication alternatifs et complémentaires pour les personnes non verbales, utilisation d'instruments alternatifs au langage verbal afin d'aider chaque résident à prendre part aux activités d'apprentissage et de loisir[15]
- Emploi de programmes éducatifs faisant appel à des ressources externes d'enseignement et de formation afin de permettre aux personnes disposant de bonne capacités cognitives de s'inscrire dans un projet d'apprentissage dont les progrès peuvent être évalués régulièrement, dans une démarche d'insertion dans le milieu ordinaire[15]
- Mise en place d'ateliers-soins afin de permettre aux résidents de se familiariser avec les actes médicaux pour dédramatiser le geste médical et élaborer une relation de confiance avec les professionnels de santé[15]
- Organisation du planning de travail des professionnels de manière à organiser des rencontres à l'extérieur avec les membres de la famille des résidents[15]
- Mise en place de démarches d'aide à la contraception et à la sexualité[15]

## Personnel
Les Foyers d'Accueil Médicalisés compte dans ses effectifs professionnels:
- du personnel de direction, de gestion et d’administration
- du personnel d’encadrement sanitaire et social
- du personnel éducatif, pédagogique et social (éducateurs sportifs, moniteurs d'atelier, éducateur spécialisé, moniteur-éducateur, aides médico-psychologiques...)
- des psychologues et du personnel paramédical
- du personnel médical dont un psychiatre et un médecin généraliste dit médecin coordonnateur, attaché à l'établissement en temps partiel, il n'est donc pas toujours présent dans l'établissement[17].

## Polémiques

### Crise dans l'accueil médico-social

#### Déficit de structures et de places
En France, l'État et les pouvoirs publics (en premier lieu l'ARS, établissement public administratif de l'État français chargé de la mise en œuvre de la politique de santé dans chaque région) sont souvent interpellés par des familles, des acteurs sociaux, qui réclament des places dans les structures médico-sociales, dont les FAM et les MAS, pour leurs proches.
En février 2017, le sénateur de la Sarthe Jean Pierre Vogel soumet une question écrite à la secrétaire d'État chargée des personnes handicapées et de la lutte contre l'exclusion du gouvernement Édouard Philippe sur le manque chronique de places en établissements médico-sociaux pouvant prendre en charge des personnes handicapées déficientes intellectuelles en évoquant le cas de son propre département ou plus de trente familles attendent une place en foyer d'accueil médicalisé.
Dans le département de la Côte-d'Or, le conseil départemental dénonçait déjà en 2014, le manque de place chronique en expliquant que « Les restrictions budgétaires imposées par le gouvernement, 3,6 millions d’euros en moins, risquent de fragiliser les efforts de développement des FAM. ». En juillet 2017, l'association ADAPEI du département du Cantal dénonçait la même situation. Selon un article publié en avril 2019, la carence de places est également très importante en ce qui concerne l'accueil des personnes âgées handicapées

#### Délaissement et abandon des autorités
Mal financés, mal équipés et connaissant un sous-effectif récurrent,, de nombreux établissements médico-sociaux ont subi de plein fouet, l'épidémie de la COVID-19 a aggravé la carence grave dont souffrent ces établissements. Catherine Harpey, présidente de l'ADAPIT explique sur le Parisien que « Les foyers pour handicapés sont le parent pauvre de l'urgence. On a vraiment l'impression d'être relégués au second plan » en évoquant le cas du FAM de Gennevilliers.

#### Maltraitances et non-conformité avec le droit international
Les FAM sont non-conformes à la Convention pour les droits des personnes handicapées, que la France a ratifiée, dans la mesure où ils imposent une ségrégation aux personnes handicapées, qui se retrouvent privées de leurs libertés et droits fondamentaux, souvent à vie : « En France, quand on va en institution – en maison d’accueil spécialisé ou en foyer d’accueil médicalisé –, on n’en sort jamais, ou très rarement ». C'est pourquoi la rapporteuse de l'ONU a demandé leur fermeture progressive.
Les FAM font aussi régulièrement l'objet de signalements pour maltraitance et abus sexuels sur des personnes vulnérables. En 2013, c'est le cas du FAM de Cauneille, dans les Landes, qui accueille 82 résidents ; l'ARS estime ensuite qu'il n'y a pas eu maltraitance. Début 2017, au FAM les Baous de Vence, un kinésithérapeute est soupçonné d'avoir abusé de patientes sur plusieurs mois ; 12 ans de réclusion criminelle sont requis contre lui en avril 2023. Fin 2017, dans le FAM-MAS La Claire à Limas, une résidente de 34 ans est agressée sexuellement par un médecin. En février 2018, le FAM de Borgo, en Corse, est signalé pour plusieurs dysfonctionnements entraînant une maltraitance des résidents. En avril 2025, une longue enquête du Parisien à propos du Foyer d’accueil médicalisé interdépartemental Patrick-Devedjian fait état de graves maltraitances, incluant gifles, enfermements, erreurs de médication, et abandon d'adultes handicapés dans un véhicule fermé à clé et garé sur un parking.
L'Unapei (association de familles de personnes avec un handicap mental) déplore une « vision caricaturale des établissements et une occasion manquée d'aider à leur transformation ». L'association admet cependant que dans certaines structures, la « liberté » des personnes en situation de handicap peut être « limitée ». Mais elle ne considère que cela puisse remettre en cause le système d'accueil médico-social en France.

#### Exemple de FAM
- Foyer d’accueil médicalisé interdépartemental Patrick-Devedjian